# Нік Коглі
Нік Коглі (англ. Nick Cogley; 4 травня 1869 — 20 травня 1936) — американський актор, режисер і сценарист німого кіно. З 1909 по 1934 рік він знявся у понад 170 фільмах.

## Біографія
Коглі народився в Нью-Йорку, Нью-Йорк, відвідував коледж Св. Франциска Ксаверія в Нью-Йорку.
У деяких своїх ролях Коглі з'явився в гримі чорношеірого. Наприклад, у фільмі про громадянську війну «Боягуз» (1915) він зіграв «Слугу-негра», а в «Луку Тобі» (1919) зіграв темношкірого слугу «дядька Тобі», за яким фільм і отримав назву. Використання чорного обличчя не було чимось незвичайним в американських німих фільмах і не зникло до 1930-х років, коли громадське сприйняття щодо раси почало змінюватися, і чорне обличчя все більше асоціювалося з расизмом і фанатизмом.
На сцені Коглі виступав у нью-йоркському театрі Lyceum Theatre протягом 25 років. Помер у Санта-Моніці, Каліфорнія, після операції.

## Вибрана фільмографія
- 1910 — Санаторій / The Sanitarium
- 1913 — Бандит / A Bandit
- 1913 — Бенгвільська поліція / The Bangville Police
- 1913 — Вексель Мерфі / Murphy's I.O.U.
- 1913 — Ганстери
- 1913 — Жінконенависник
- 1913 — Два старики
- 1913 — Допоможіть! Допоможіть! Гідрофобія!
- 1913 — Королева циган
- 1913 — Мамин синочок
- 1913 — У нього було три пристрасті
- 1913 — Новий герой Мейбл
- 1913 — Підглядаючий Піт
- 1913 — Шум з глибин
- 1914 — В лапах банди
- 1914 — Перерваний роман Тіллі
- 1916 — Порив мужності
- 1927 — Відсутній зв'язок